# Lanceervenster
Een lanceervenster is binnen de ruimtevaart de tijdsperiode op een bepaalde dag waarbinnen een bepaalde raket moet worden gelanceerd om zijn doel te bereiken. De dagen met zo'n lanceervenster vormen samen de lanceerperiode. Als de raket niet binnen een bepaald venster wordt gelanceerd, moet het wachten op het venster op de volgende dag van de periode. Lanceerperioden en lanceervensters zijn erg afhankelijk van zowel het vermogen van de raket als de baan waar hij naartoe gaat.
De termen "lanceervenster" en "lanceerperiode" worden vaak door elkaar gebruikt, zelfs binnen dezelfde organisatie. De definities hierboven zijn echter degene die worden gebruikt door NASA en andere ruimteagentschappen.

## Lanceringsperiode
Wanneer men een raket met minimale energie naar een andere planeet wil sturen (met een zogenaamde Hohmann-transfer), is de lanceerperiode afhankelijk van de positie van de twee hemellichamen ten opzichte van elkaar. Dit levert een periodieke lanceerperiode op, afhankelijk van de omlooptijd van de Aarde en de andere planeet. In het geval van Mars komt er bijvoorbeeld elke 780 dagen (2,1 jaar) zo'n lanceerperiode voor.
In meer complexe gevallen, bijvoorbeeld als er gebruik wordt gemaakt van een zwaartekrachtsslinger, zijn de lanceringsperioden onregelmatig. Soms doen zich zeldzame kansen voor, zoals wanneer Voyager 2 profiteerde van bijzondere situatie die eens in de 175 jaar plaatsvindt om Jupiter, Saturnus, Uranus en Neptunus te bezoeken. Wanneer een dergelijke kans wordt gemist, kan een ander doelwit worden gekozen. Zo was de Rosetta -missie van ESA oorspronkelijk bedoeld voor komeet 46P/Wirtanen, maar door vertraging door een probleem met de draagraket moest er een nieuw doelwit worden gekozen (komeet 67P/Churyumov-Gerasimenko).

## Lanceervenster
Een lanceervenster wordt gedefinieerd door het eerste en laatste tijdstip waarop gelanceerd kan worden. Het kan continu zijn (in staat om elke seconde in het startvenster te starten) of kan een verzameling losse tijdstippen zijn tussen het begin en einde van het lanceervenster. 
Wanneer het doel een arbitraire baan om de aarde is, is er geen specifieke lanceringstijd vereist. Als het ruimtevaartuig echter van plan is om een rendez-vous te hebben met een object dat zich al in een baan om de aarde bevindt, moet de lancering zorgvuldig worden getimed en is er vaak sprake van een instantaan lanceervenster.
Aardobservatiesatellieten worden vaak gelanceerd in zon-synchrone banen. Voor deze banen vindt het lanceervenster plaats op het moment van de dag waarop de locatie van de lanceerplaats is uitgelijnd met het vlak van de vereiste baan. Wanneer er op een ander tijdstip gelanceerd zou worden, zou er nog een aanpassing van de omloopbaan nodig zijn, die extra brandstof kost.
Voor lanceringen die voorbij low Earth orbit (LEO) gaan kan het lanceervenster enigszins flexibel zijn als het ruimtevaartuig eerst in een tijdelijke baan wordt gebracht. Speling in het lanceervenster kunnen worden opgevangen door de inclinatie en de tijd die het ruimtevaartuig in die tijdelijke baan doorbrengt te variëren. Zie het lanceervenster dat door het ruimtevaartuig Mars Global Surveyor naar de planeet Mars wordt gebruikt op  .